# 戶田忠溫
戶田忠溫（日语：／ Toda Tadaharu，1804年2月26日—1851年8月22日）是日本江戶時代後期的譜代大名，下野宇都宮藩第4代藩主，宇都宮藩戶田氏第10代。

## 生涯
忠溫是宇都宮藩第2代藩主戶田忠翰的五子，出生於宇都宮城，生母是鹿沼町家之女。文政6年（1823年）2月，忠溫成為兄長戶田忠延的養子，並且在4月繼任家督。
天保4年（1833年），忠溫獲江戶幕府任命為奏者番，天保11年（1840年）2月兼任寺社奉行。弘化2年（1845年）開始，他就任老中，與正室的外甥阿部正弘一同處理外交問題和提交海防建議書，又命各大名改建砲台和加強防備。
歷任幕府要職的忠溫不時需要花費，此舉導致藩的財政惡化，儘管家老戶田七兵衛向其勸諫，但亦未獲接納。加上，江戶藩邸聚集了大量荷蘭人和琉球人，與嚴峻的藩財政相比差天共地。而且，他一度被較年少的阿部正弘搶先成為老中，而被忠溫的供頭怒目而視。
忠溫死後由三子戶田忠明繼任家督。

## 經歷
- 享和4年1804年，出生（2月5日改元為文化）
- 文政6年1823年，兄長戶田忠延死去後繼任為宇都宮藩主
- 天保4年1833年，出任奏者番
- 天保11年1840年，出任寺社奉行
- 天保14年1843年，出任老中
- 嘉永4年1851年，死去，享年48歲